# Agabus antennatus
Agabus antennatus är en skalbaggsart som beskrevs av John Henry Leech 1939. Agabus antennatus ingår i släktet Agabus och familjen dykare. Inga underarter finns listade i Catalogue of Life.